# Dibrowa
Dibrowa (ukrainisch Діброва; russisch Диброва) ist eine Siedlung städtischen Typs im Rajon Korosten in der ukrainischen Oblast Schytomyr mit etwa 120 Einwohnern (2020).
Die ehemalige Rajonshauptstadt Olewsk liegt 24 km westlich, Schytomyr 111 km südöstlich der Siedlung.
Der Ort entstand im 19. Jahrhundert im Zuge des Baus der Eisenbahn (Bahnstrecke Kowel–Kiew) und hieß zunächst Drowjanyj Post (Дров'яний Пост), mit der Erschließung der Quarzvorkommen in der Umgebung wurde der Ort 1961 in Dibrowa (deutsch etwa „Eichenwald“) umbenannt und bekam den Status einer Siedlung städtischen Typs verliehen.
Heute werden in den umliegenden Steinbrüchen auch andere Gesteine abgebaut, im Ort gibt es eine Zweigstelle der Gesellschaft Olewskyj Schtschebnewyj sawod (Олевский щебневый завод – „Olewsker Schotterwerke“).
Am 11. August 2016 wurde die Siedlung ein Teil der neugegründeten Stadtgemeinde Olewsk, bis dahin war sie ein Teil der Siedlungsratsgemeinde Druschba im Südosten des Rajons Olewsk.
Am 17. Juli 2020 kam es im Zuge einer großen Rajonsreform zum Anschluss des Rajonsgebietes an den Rajon Korosten.